# Fußball-Weltmeisterschaft 1994/Finalrunde
Die Finalrunde der Fußball-Weltmeisterschaft 1994 war ein vom 2. Juli bis 17. Juli 1994 ausgetragener Bestandteil der 15. Fußball-Weltmeisterschaft der Männer in den USA. Dieser Artikel behandelt die einzelnen Spiele dieser Finalrunde und ihre Resultate.

## Übersicht

### Qualifizierte Teams
Durch ihre Ergebnisse in der Gruppenphase der Fußball-Weltmeisterschaft in den USA hatten sich 16 Mannschaften für die Finalrunde qualifiziert:
| Gruppe A              | Gruppe B     | Gruppe C       | Gruppe D       | Gruppe E   | Gruppe F         |
| --------------------- | ------------ | -------------- | -------------- | ---------- | ---------------- |
| 1. Rumänien           | 1. Brasilien | 1. Deutschland | 1. Nigeria     | 1. Mexiko  | 1. Niederlande   |
| 2. Schweiz            | 2. Schweden  | 2. Spanien     | 2. Bulgarien   | 2. Irland  | 2. Saudi-Arabien |
| 3. Vereinigte Staaten |              |                | 3. Argentinien | 3. Italien | 3. Belgien       |

#### Spielplan Finalrunde
|  | Achtelfinale      | Achtelfinale |             |           | Viertelfinale    | Viertelfinale |  |  | Halbfinale | Halbfinale |  |  | Finale | Finale |
|  |                   |              |             |           |                  |               |  |  |            |            |  |  |        |        |
|  |                   |              |             |           |                  |               |  |  |            |            |  |  |        |        |
|  | A1: Rumänien      | 3            |             |           |                  |               |  |  |            |            |  |  |        |        |
|  | A1: Rumänien      | 3            |             |           |                  |               |  |  |            |            |  |  |        |        |
|  | D3: Argentinien   | 2            |             |           |                  |               |  |  |            |            |  |  |        |        |
|  | D3: Argentinien   | 2            | Rumänien    | 2 (4)     |                  |               |  |  |            |            |  |  |        |        |
|  |                   |              | Rumänien    | 2 (4)     |                  |               |  |  |            |            |  |  |        |        |
|  |                   | Schweden     | 22 (5)2     |           |                  |               |  |  |            |            |  |  |        |        |
|  | F2: Saudi-Arabien | Schweden     | 22 (5)2     | 1         |                  |               |  |  |            |            |  |  |        |        |
|  | F2: Saudi-Arabien |              |             | 1         |                  |               |  |  |            |            |  |  |        |        |
|  | B2: Schweden      | 3            |             |           |                  |               |  |  |            |            |  |  |        |        |
|  | B2: Schweden      | 3            | Schweden    | 0         |                  |               |  |  |            |            |  |  |        |        |
|  |                   |              | Schweden    | 0         |                  |               |  |  |            |            |  |  |        |        |
|  |                   | Brasilien    | 1           |           |                  |               |  |  |            |            |  |  |        |        |
|  | B1: Brasilien     | Brasilien    | 1           | 1         |                  |               |  |  |            |            |  |  |        |        |
|  | B1: Brasilien     |              |             | 1         |                  |               |  |  |            |            |  |  |        |        |
|  | A3: USA           | 0            |             |           |                  |               |  |  |            |            |  |  |        |        |
|  | A3: USA           | 0            | Brasilien   | 3         |                  |               |  |  |            |            |  |  |        |        |
|  |                   |              | Brasilien   | 3         |                  |               |  |  |            |            |  |  |        |        |
|  |                   | Niederlande  | 2           |           |                  |               |  |  |            |            |  |  |        |        |
|  | F1: Niederlande   | Niederlande  | 2           | 2         |                  |               |  |  |            |            |  |  |        |        |
|  | F1: Niederlande   |              |             | 2         |                  |               |  |  |            |            |  |  |        |        |
|  | E2: Irland        | 0            |             |           |                  |               |  |  |            |            |  |  |        |        |
|  | E2: Irland        | 0            | Brasilien   | 20 (3)2   |                  |               |  |  |            |            |  |  |        |        |
|  |                   |              | Brasilien   | 20 (3)2   |                  |               |  |  |            |            |  |  |        |        |
|  |                   | Italien      | 0 (2)       |           |                  |               |  |  |            |            |  |  |        |        |
|  | C1: Deutschland   | Italien      | 0 (2)       | 3         |                  |               |  |  |            |            |  |  |        |        |
|  | C1: Deutschland   |              |             | 3         |                  |               |  |  |            |            |  |  |        |        |
|  | F3: Belgien       | 2            |             |           |                  |               |  |  |            |            |  |  |        |        |
|  | F3: Belgien       | 2            | Deutschland | 1         |                  |               |  |  |            |            |  |  |        |        |
|  |                   |              | Deutschland | 1         |                  |               |  |  |            |            |  |  |        |        |
|  |                   | Bulgarien    | 2           |           |                  |               |  |  |            |            |  |  |        |        |
|  | E1: Mexiko        | Bulgarien    | 2           | 1 (1)     |                  |               |  |  |            |            |  |  |        |        |
|  | E1: Mexiko        |              |             | 1 (1)     |                  |               |  |  |            |            |  |  |        |        |
|  | D2: Bulgarien     | 21 (3)2      |             |           |                  |               |  |  |            |            |  |  |        |        |
|  | D2: Bulgarien     | 21 (3)2      | Bulgarien   | 1         |                  |               |  |  |            |            |  |  |        |        |
|  |                   |              | Bulgarien   | 1         |                  |               |  |  |            |            |  |  |        |        |
|  |                   | Italien      | 2           |           |                  |               |  |  |            |            |  |  |        |        |
|  | D1: Nigeria       | Italien      | 2           | 1         |                  |               |  |  |            |            |  |  |        |        |
|  | D1: Nigeria       |              |             | 1         |                  |               |  |  |            |            |  |  |        |        |
|  | E3: Italien       | 21           |             |           |                  |               |  |  |            |            |  |  |        |        |
|  | E3: Italien       | 21           | Italien     | 2         |                  |               |  |  |            |            |  |  |        |        |
|  |                   |              | Italien     | 2         | Spiel um Platz 3 |               |  |  |            |            |  |  |        |        |
|  |                   | Spanien      | 1           |           |                  |               |  |  |            |            |  |  |        |        |
|  | C2: Schweiz       | Spanien      | 1           | 0         | Schweden         | 4             |  |  |            |            |  |  |        |        |
|  | C2: Schweiz       |              |             | 0         | Schweden         | 4             |  |  |            |            |  |  |        |        |
|  | A2: Spanien       | 3            |             | Bulgarien | 0                |               |  |  |            |            |  |  |        |        |

1 Sieg nach Verlängerung
2 Sieg im Elfmeterschießen

## Achtelfinale

### Deutschland – Belgien 3:2 (3:1)
| Deutschland                                          | Deutschland | Belgien | Belgien |
| ---------------------------------------------------- | --- | --- | ------- |
| Deutschland                                          | \| 1. Achtelfinale \| \| 2. Juli 1994 um 12:00 Uhr in Chicago (Soldier Field) \| \| Zuschauer: 60.246 \| \| Schiedsrichter: Kurt Röthlisberger ( Schweiz) \| \| Spielbericht \|                                                                 | \| 1. Achtelfinale \| \| 2. Juli 1994 um 12:00 Uhr in Chicago (Soldier Field) \| \| Zuschauer: 60.246 \| \| Schiedsrichter: Kurt Röthlisberger ( Schweiz) \| \| Spielbericht \|                                                                         | Belgien |
| Deutschland                                          | Bodo Illgner – Thomas Helmer – Thomas Berthold, Jürgen Kohler, Guido Buchwald – Thomas Häßler, Lothar Matthäus (46. Andreas Brehme), Matthias Sammer, Martin Wagner – Jürgen Klinsmann (86. Stefan Kuntz), Rudi Völler Cheftrainer: Berti Vogts | Michel Preud’homme – Georges Grün , Rudi Smidts (66. Danny Boffin), Philippe Albert, Michel De Wolf – Franky Van Der Elst, Lorenzo Staelens, Enzo Scifo, Marc Emmers – Josip Weber, Luc Nilis (77. Alexandre Czerniatynski) Cheftrainer: Paul Van Himst | Belgien |
| Deutschland                                          | 1:0 Völler (6.) 2:1 Klinsmann (11.) 3:1 Völler (40.) | 1:1 Grün (8.) 3:2 Albert (90.) | Belgien |
| Deutschland                                          | Helmer, Wagner | Albert | Belgien |
| 1. Achtelfinale                                      | | |         |
| 2. Juli 1994 um 12:00 Uhr in Chicago (Soldier Field) | | |         |
| Zuschauer: 60.246                                    | | |         |
| Schiedsrichter: Kurt Röthlisberger ( Schweiz)        | | |         |
| Spielbericht                                         | | |         |

### Spanien – Schweiz 3:0 (1:0)
| Spanien                                                                            | Spanien | Schweiz | Schweiz |
| ---------------------------------------------------------------------------------- | --- | --- | ------- |
| Spanien                                                                            | \| 2. Achtelfinale \| \| 2. Juli 1994 um 16:30 Uhr in Washington, D.C. (Robert F. Kennedy Memorial Stadium) \| \| Zuschauer: 53.121 \| \| Schiedsrichter: Mario van der Ende ( Niederlande) \| \| Spielbericht \|                                                 | \| 2. Achtelfinale \| \| 2. Juli 1994 um 16:30 Uhr in Washington, D.C. (Robert F. Kennedy Memorial Stadium) \| \| Zuschauer: 53.121 \| \| Schiedsrichter: Mario van der Ende ( Niederlande) \| \| Spielbericht \|                                       | Schweiz |
| Spanien                                                                            | Andoni Zubizarreta – Albert Ferrer, Abelardo, Francisco José Camarasa, Rafael Alkorta, Sergi – Jon Andoni Goikoetxea (61. Txiki Begiristain), Miguel Ángel Nadal, Fernando Hierro (76. Jorge Otero), José Mari Bakero – Luis Enrique Cheftrainer: Javier Clemente | Marco Pascolo – Alain Geiger – Marc Hottiger, Dominique Herr, Yvan Quentin (58. Jürg Studer) – Christophe Ohrel (73. Nestor Subiat), Georges Bregy, Ciriaco Sforza, Thomas Bickel – Adrian Knup, Stéphane Chapuisat Cheftrainer: Roy Hodgson ( England) | Schweiz |
| Spanien                                                                            | 1:0 Hierro (15.) 2:0 Luis Enrique (74.) 3:0 Begiristain (86., Foulelfmeter) | | Schweiz |
| Spanien                                                                            | Goikoetxea, Ferrer, Camarasa, Otero | Hottiger, Studer, Subiat, Pascolo | Schweiz |
| 2. Achtelfinale                                                                    | | |         |
| 2. Juli 1994 um 16:30 Uhr in Washington, D.C. (Robert F. Kennedy Memorial Stadium) | | |         |
| Zuschauer: 53.121                                                                  | | |         |
| Schiedsrichter: Mario van der Ende ( Niederlande)                                  | | |         |
| Spielbericht                                                                       | | |         |

### Saudi-Arabien – Schweden 1:3 (0:1)
| Saudi-Arabien                                     | Saudi-Arabien | Schweden | Schweden |
| ------------------------------------------------- | --- | --- | -------- |
| Saudi-Arabien                                     | \| 3. Achtelfinale \| \| 3. Juli 1994 um 12:00 Uhr in Dallas (Cotton Bowl) \| \| Zuschauer: 60.277 \| \| Schiedsrichter: Renato Marsiglia ( Brasilien) \| \| Spielbericht \| | \| 3. Achtelfinale \| \| 3. Juli 1994 um 12:00 Uhr in Dallas (Cotton Bowl) \| \| Zuschauer: 60.277 \| \| Schiedsrichter: Renato Marsiglia ( Brasilien) \| \| Spielbericht \|                                                                    | Schweden |
| Saudi-Arabien                                     | Mohammad ad-Daʿayyaʿ – Abdullah Zubromawi, Mohammed al-Khilaiwi, Ahmad Jamil Madani, Mohammad al-Jawad (55. Fahad al-Ghesheyan) – Fuad Amin, Fahd al-Harifi al-Bischi (63. Khalid al-Muwallid), Said al-Uwairan, Hamzah Saleh – Sami al-Dschabir, Hamzah Falatah Cheftrainer: Jorge Solari ( Argentinien) | Thomas Ravelli – Roland Nilsson, Patrik Andersson, Joachim Björklund (55. Pontus Kåmark), Roger Ljung – Tomas Brolin, Jonas Thern (69. Håkan Mild), Stefan Schwarz, Klas Ingesson – Martin Dahlin, Kennet Andersson Cheftrainer: Tommy Svensson | Schweden |
| Saudi-Arabien                                     | 1:2 al-Ghesheyan (85.) | 0:1 Dahlin (6.) 0:2 K. Andersson (51.) 1:3 K. Andersson (88.) | Schweden |
| Saudi-Arabien                                     | al-Muwallid | Ljung, Thern, Nilsson | Schweden |
| 3. Achtelfinale                                   | | |          |
| 3. Juli 1994 um 12:00 Uhr in Dallas (Cotton Bowl) | | |          |
| Zuschauer: 60.277                                 | | |          |
| Schiedsrichter: Renato Marsiglia ( Brasilien)     | | |          |
| Spielbericht                                      | | |          |

### Rumänien – Argentinien 3:2 (2:1)
| Rumänien                                                  | Rumänien | Argentinien | Argentinien |
| --------------------------------------------------------- | --- | --- | ----------- |
| Rumänien                                                  | \| 4. Achtelfinale \| \| 3. Juli 1994 um 13:30 Uhr in Pasadena (Rose Bowl Stadium) \| \| Zuschauer: 90.469 \| \| Schiedsrichter: Pierluigi Pairetto ( Italien) \| \| Spielbericht \|                                                                             | \| 4. Achtelfinale \| \| 3. Juli 1994 um 13:30 Uhr in Pasadena (Rose Bowl Stadium) \| \| Zuschauer: 90.469 \| \| Schiedsrichter: Pierluigi Pairetto ( Italien) \| \| Spielbericht \|                                           | Argentinien |
| Rumänien                                                  | Florin Prunea – Miodrag Belodedici – Tibor Selymes, Gheorghe Mihali, Daniel Prodan – Dan Petrescu, Ioan Lupescu, Gheorghe Popescu, Gheorghe Hagi (86. Constantin Gâlcă), Dorinel Munteanu – Ilie Dumitrescu (89. Corneliu Papură) Cheftrainer: Anghel Iordănescu | Luis Islas – Roberto Sensini (63. Ramón Medina Bello) – Fernando Cáceres, Óscar Ruggeri , José Chamot – Diego Simeone, Ariel Ortega, Fernando Redondo, José Basualdo – Gabriel Batistuta, Abel Balbo Cheftrainer: Alfio Basile | Argentinien |
| Rumänien                                                  | 1:0 Dumitrescu (11.) 2:1 Dumitrescu (18.) 3:1 Hagi (58.) | 1:1 Batistuta (16., Foulelfmeter) 3:2 Balbo (75.) | Argentinien |
| Rumänien                                                  | Popescu, Selymes, Dumitrescu | Ruggeri, Redondo, Chamot, Cáceres | Argentinien |
| 4. Achtelfinale                                           | | |             |
| 3. Juli 1994 um 13:30 Uhr in Pasadena (Rose Bowl Stadium) | | |             |
| Zuschauer: 90.469                                         | | |             |
| Schiedsrichter: Pierluigi Pairetto ( Italien)             | | |             |
| Spielbericht                                              | | |             |

### Niederlande – Irland 2:0 (2:0)
| Niederlande                                                | Niederlande | Irland | Irland |
| ---------------------------------------------------------- | --- | --- | ------ |
| Niederlande                                                | \| 5. Achtelfinale \| \| 4. Juli 1994 um 12:00 Uhr in Orlando (Florida Citrus Bowl) \| \| Zuschauer: 61.355 \| \| Schiedsrichter: Peter Mikkelsen ( Dänemark) \| \| Spielbericht \|                                            | \| 5. Achtelfinale \| \| 4. Juli 1994 um 12:00 Uhr in Orlando (Florida Citrus Bowl) \| \| Zuschauer: 61.355 \| \| Schiedsrichter: Peter Mikkelsen ( Dänemark) \| \| Spielbericht \|                                                 | Irland |
| Niederlande                                                | Ed de Goey – Stan Valckx, Ronald Koeman , Frank de Boer – Aron Winter, Frank Rijkaard, Wim Jonk, Rob Witschge (79. Arthur Numan) – Peter van Vossen (71. Bryan Roy), Dennis Bergkamp, Marc Overmars Cheftrainer: Dick Advocaat | Pat Bonner – Gary Kelly, Paul McGrath, Phil Babb, Steve Staunton (64. Jason McAteer), Terry Phelan – Ray Houghton, John Sheridan, Roy Keane, Andy Townsend – Tommy Coyne (74. Tony Cascarino) Cheftrainer: Jack Charlton ( England) | Irland |
| Niederlande                                                | 1:0 Bergkamp (11.) 2:0 Jonk (41.) | | Irland |
| Niederlande                                                | Koeman | | Irland |
| 5. Achtelfinale                                            | | |        |
| 4. Juli 1994 um 12:00 Uhr in Orlando (Florida Citrus Bowl) | | |        |
| Zuschauer: 61.355                                          | | |        |
| Schiedsrichter: Peter Mikkelsen ( Dänemark)                | | |        |
| Spielbericht                                               | | |        |

### Brasilien – USA 1:0 (0:0)
| Brasilien                                                | Brasilien | USA | USA |
| -------------------------------------------------------- | --- | --- | --- |
| Brasilien                                                | \| 6. Achtelfinale \| \| 4. Juli 1994 um 12:30 Uhr in Stanford (Stanford Stadium) \| \| Zuschauer: 84.147 \| \| Schiedsrichter: Joël Quiniou ( Frankreich) \| \| Spielbericht \| | \| 6. Achtelfinale \| \| 4. Juli 1994 um 12:30 Uhr in Stanford (Stanford Stadium) \| \| Zuschauer: 84.147 \| \| Schiedsrichter: Joël Quiniou ( Frankreich) \| \| Spielbericht \|                                                | USA |
| Brasilien                                                | Cláudio Taffarel – Jorginho, Aldair, Márcio Santos, Leonardo – Mazinho, Dunga , Mauro Silva, Zinho (69. Cafu) – Bebeto, Romário Cheftrainer: Carlos Alberto Parreira             | Tony Meola – Marcelo Balboa – Fernando Clavijo, Alexi Lalas, Thomas Dooley, Paul Caligiuri – Tab Ramos (46. Eric Wynalda), Mike Sorber, Hugo Pérez (66. Roy Wegerle), Cobi Jones – Earnie Stewart Cheftrainer: Bora Milutinović | USA |
| Brasilien                                                | 1:0 Bebeto (72.) | | USA |
| Brasilien                                                | Mazinho, Jorginho | Ramos, Caligiuri, Dooley | USA |
| Brasilien                                                | Clavijo (86., wdh. Foulspiel) | | USA |
| Brasilien                                                | Leonardo (43., Tätlichkeit) | | USA |
| 6. Achtelfinale                                          | | |     |
| 4. Juli 1994 um 12:30 Uhr in Stanford (Stanford Stadium) | | |     |
| Zuschauer: 84.147                                        | | |     |
| Schiedsrichter: Joël Quiniou ( Frankreich)               | | |     |
| Spielbericht                                             | | |     |

### Nigeria – Italien 1:2 n.V. (1:1, 1:0)
| Nigeria                                                   | Nigeria | Italien | Italien |
| --------------------------------------------------------- | --- | --- | ------- |
| Nigeria                                                   | \| 7. Achtelfinale \| \| 5. Juli 1994 um 13:00 Uhr in Foxborough (Foxboro Stadium) \| \| Zuschauer: 54.367 \| \| Schiedsrichter: Arturo Brizio Carter ( Mexiko) \| \| Spielbericht \|                                                                                       | \| 7. Achtelfinale \| \| 5. Juli 1994 um 13:00 Uhr in Foxborough (Foxboro Stadium) \| \| Zuschauer: 54.367 \| \| Schiedsrichter: Arturo Brizio Carter ( Mexiko) \| \| Spielbericht \|                                                                                  | Italien |
| Nigeria                                                   | Peter Rufai – Augustine Eguavoen, Chidi N’Wanu, Uche Okechukwu, Michael Emenalo – Finidi George, Sunday Oliseh, Augustine Okocha – Emmanuel Amunike (57. Thompson Oliha), Rashidi Yekini, Daniel Amokachi (35. Mutiu Adepoju) Cheftrainer: Clemens Westerhof ( Niederlande) | Luca Marchegiani – Antonio Benarrivo, Alessandro Costacurta, Roberto Mussi, Paolo Maldini – Roberto Donadoni, Nicola Berti (46. Dino Baggio), Demetrio Albertini – Roberto Baggio – Giuseppe Signori (64. Gianfranco Zola), Daniele Massaro Cheftrainer: Arrigo Sacchi | Italien |
| Nigeria                                                   | 1:0 Amunike (25.) | 1:1 R. Baggio (88.) 1:2 R. Baggio (102., Foulelfmeter) | Italien |
| Nigeria                                                   | Emenalo, Adepoju, Oliseh, N’Wanu | Massaro, Costacurta, Signori, D. Baggio, Maldini | Italien |
| Nigeria                                                   | Zola (75., grobes Foulspiel) | | Italien |
| 7. Achtelfinale                                           | | |         |
| 5. Juli 1994 um 13:00 Uhr in Foxborough (Foxboro Stadium) | | |         |
| Zuschauer: 54.367                                         | | |         |
| Schiedsrichter: Arturo Brizio Carter ( Mexiko)            | | |         |
| Spielbericht                                              | | |         |

### Mexiko – Bulgarien 1:1 n.V. (1:1, 1:1), 1:3 i.E.
| Mexiko                                                        | Mexiko | Bulgarien | Bulgarien |
| ------------------------------------------------------------- | --- | --- | --------- |
| Mexiko                                                        | \| 8. Achtelfinale \| \| 5. Juli 1994 um 16:30 Uhr in East Rutherford (Giants Stadium) \| \| Zuschauer: 71.030 \| \| Schiedsrichter: Jamal al-Sharif ( Syrien) \| \| Spielbericht \|                                              | \| 8. Achtelfinale \| \| 5. Juli 1994 um 16:30 Uhr in East Rutherford (Giants Stadium) \| \| Zuschauer: 71.030 \| \| Schiedsrichter: Jamal al-Sharif ( Syrien) \| \| Spielbericht \|                                                                                                 | Bulgarien |
| Mexiko                                                        | Jorge Campos – Claudio Suárez – Jorge Rodríguez, Ramón Ramírez, Juan de Dios Ramírez – Marcelino Bernal, Benjamín Galindo, Ignacio Ambríz , Alberto García Aspe – Luis García, Luis Roberto Alves Cheftrainer: Miguel Mejía Barón | Borislaw Michajlow – Petar Chubtschew – Emil Kremenliew, Iwajlo Jordanow, Ilijan Kirjakow – Daniel Borimirow, Jordan Letschkow, Nasko Sirakow (104. Bontscho Gentschew), Krassimir Balakow – Emil Kostadinow (119. Petar Michtarski), Christo Stoitschkow Cheftrainer: Dimitar Penew | Bulgarien |
| Mexiko                                                        | 1:1 García Aspe (18., Foulelfmeter) | 0:1 Stoitschkow (6.) | Bulgarien |
| Mexiko                                                        | Elfmeterschießen | | Bulgarien |
| Mexiko                                                        | García Aspe schießt über das Tor Michajlow hält gegen Bernal Michajlow hält gegen Rodríguez 1:2 Suárez | Campos hält gegen Balakow 0:1 Guentschew 0:2 Borimirow 1:3 Letschkow | Bulgarien |
| Mexiko                                                        | Suárez, R. Ramírez, García Aspe | Sirakow, Kiriakow, Jordanow | Bulgarien |
| Mexiko                                                        | García (57., wdh. Foulspiel) | Kremenliew (50., wdh. Foulspiel) | Bulgarien |
| 8. Achtelfinale                                               | | |           |
| 5. Juli 1994 um 16:30 Uhr in East Rutherford (Giants Stadium) | | |           |
| Zuschauer: 71.030                                             | | |           |
| Schiedsrichter: Jamal al-Sharif ( Syrien)                     | | |           |
| Spielbericht                                                  | | |           |

## Viertelfinale

### Italien – Spanien 2:1 (1:0)
| Italien                                                   | Italien | Spanien | Spanien |
| --------------------------------------------------------- | --- | --- | ------- |
| Italien                                                   | \| 1. Viertelfinale \| \| 9. Juli 1994 um 12:00 Uhr in Foxborough (Foxboro Stadium) \| \| Zuschauer: 53.400 \| \| Schiedsrichter: Sándor Puhl ( Ungarn) \| \| Spielbericht \|                                                                                         | \| 1. Viertelfinale \| \| 9. Juli 1994 um 12:00 Uhr in Foxborough (Foxboro Stadium) \| \| Zuschauer: 53.400 \| \| Schiedsrichter: Sándor Puhl ( Ungarn) \| \| Spielbericht \|                                                                            | Spanien |
| Italien                                                   | Gianluca Pagliuca – Antonio Benarrivo, Alessandro Costacurta, Mauro Tassotti, Paolo Maldini – Roberto Donadoni, Antonio Conte (66. Nicola Berti), Demetrio Albertini (46. Giuseppe Signori), Dino Baggio – Daniele Massaro, Roberto Baggio Cheftrainer: Arrigo Sacchi | Andoni Zubizarreta – Albert Ferrer, Abelardo, Jorge Otero, Rafael Alkorta, Sergi (59. Julio Salinas) – Jon Andoni Goikoetxea, Miguel Ángel Nadal, José Mari Bakero (65. Fernando Hierro), José Luis Caminero – Luis Enrique Cheftrainer: Javier Clemente | Spanien |
| Italien                                                   | 1:0 D. Baggio (25.) 2:1 R. Baggio (88.) | 1:1 Caminero (58.) | Spanien |
| Italien                                                   | Abelardo, Caminero | | Spanien |
| 1. Viertelfinale                                          | | |         |
| 9. Juli 1994 um 12:00 Uhr in Foxborough (Foxboro Stadium) | | |         |
| Zuschauer: 53.400                                         | | |         |
| Schiedsrichter: Sándor Puhl ( Ungarn)                     | | |         |
| Spielbericht                                              | | |         |

### Niederlande – Brasilien 2:3 (0:0)
| Niederlande                                       | Niederlande | Brasilien | Brasilien |
| ------------------------------------------------- | --- | --- | --------- |
| Niederlande                                       | \| 2. Viertelfinale \| \| 9. Juli 1994 um 14:30 Uhr in Dallas (Cotton Bowl) \| \| Zuschauer: 63.500 \| \| Schiedsrichter: Rodrigo Badilla ( Costa Rica) \| \| Spielbericht \|                                                  | \| 2. Viertelfinale \| \| 9. Juli 1994 um 14:30 Uhr in Dallas (Cotton Bowl) \| \| Zuschauer: 63.500 \| \| Schiedsrichter: Rodrigo Badilla ( Costa Rica) \| \| Spielbericht \| | Brasilien |
| Niederlande                                       | Ed de Goey – Stan Valckx, Ronald Koeman , Jan Wouters – Aron Winter, Frank Rijkaard (65. Ronald de Boer), Wim Jonk, Rob Witschge – Peter van Vossen (54. Bryan Roy), Dennis Bergkamp, Marc Overmars Cheftrainer: Dick Advocaat | Cláudio Taffarel – Jorginho, Aldair, Márcio Santos, Branco (90. Cafu) – Mazinho (78. Raí), Dunga , Mauro Silva, Zinho – Bebeto, Romário Cheftrainer: Carlos Alberto Parreira  | Brasilien |
| Niederlande                                       | 1:2 Bergkamp (63.) 2:2 Winter (76.) | 0:1 Romário (53.) 0:2 Bebeto (62.) 2:3 Branco (81.) | Brasilien |
| Niederlande                                       | Winter, Wouters | Dunga | Brasilien |
| 2. Viertelfinale                                  | | |           |
| 9. Juli 1994 um 14:30 Uhr in Dallas (Cotton Bowl) | | |           |
| Zuschauer: 63.500                                 | | |           |
| Schiedsrichter: Rodrigo Badilla ( Costa Rica)     | | |           |
| Spielbericht                                      | | |           |

### Bulgarien – Deutschland 2:1 (0:0)
| Bulgarien                                                      | Bulgarien | Deutschland | Deutschland |
| -------------------------------------------------------------- | --- | --- | ----------- |
| Bulgarien                                                      | \| 3. Viertelfinale \| \| 10. Juli 1994 um 12:00 Uhr in East Rutherford (Giants Stadium) \| \| Zuschauer: 72.000 \| \| Schiedsrichter: José Torres Cadena ( Kolumbien) \| \| Spielbericht \|                                                                                | \| 3. Viertelfinale \| \| 10. Juli 1994 um 12:00 Uhr in East Rutherford (Giants Stadium) \| \| Zuschauer: 72.000 \| \| Schiedsrichter: José Torres Cadena ( Kolumbien) \| \| Spielbericht \|                                                    | Deutschland |
| Bulgarien                                                      | Borislaw Michajlow – Petar Chubtschew – Zanko Zwetanow, Trifon Iwanow, Ilijan Kirjakow – Jordan Letschkow, Slatko Jankow, Nasko Sirakow, Krassimir Balakow – Emil Kostadinow (89. Bontscho Gentschew), Christo Stoitschkow (84. Iwajlo Jordanow) Cheftrainer: Dimitar Penew | Bodo Illgner – Lothar Matthäus – Thomas Berthold, Jürgen Kohler, Thomas Helmer – Thomas Häßler (83. Andreas Brehme), Guido Buchwald, Andreas Möller, Martin Wagner (59. Thomas Strunz) – Rudi Völler, Jürgen Klinsmann Cheftrainer: Berti Vogts | Deutschland |
| Bulgarien                                                      | 1:1 Stoitschkow (75.) 2:1 Letschkow (78.) | 0:1 Matthäus (47., Foulelfmeter) | Deutschland |
| Bulgarien                                                      | Iwanow, Stoitschkow, Michajlow | Helmer (2.), Wagner (2.), Häßler, Klinsmann, Völler | Deutschland |
| 3. Viertelfinale                                               | | |             |
| 10. Juli 1994 um 12:00 Uhr in East Rutherford (Giants Stadium) | | |             |
| Zuschauer: 72.000                                              | | |             |
| Schiedsrichter: José Torres Cadena ( Kolumbien)                | | |             |
| Spielbericht                                                   | | |             |

### Rumänien – Schweden 2:2 n.V. (1:1, 0:0), 4:5 i.E.
| Rumänien                                                  | Rumänien | Schweden | Schweden |
| --------------------------------------------------------- | --- | --- | -------- |
| Rumänien                                                  | \| 4. Viertelfinale \| \| 10. Juli 1994 um 12:30 Uhr in Stanford (Stanford Stadium) \| \| Zuschauer: 83.500 \| \| Schiedsrichter: Philip Don ( England) \| \| Spielbericht \|                                                               | \| 4. Viertelfinale \| \| 10. Juli 1994 um 12:30 Uhr in Stanford (Stanford Stadium) \| \| Zuschauer: 83.500 \| \| Schiedsrichter: Philip Don ( England) \| \| Spielbericht \|                                                                        | Schweden |
| Rumänien                                                  | Florin Prunea – Miodrag Belodedici – Dan Petrescu, Tibor Selymes, Daniel Prodan – Ilie Dumitrescu, Ioan Lupescu, Gheorghe Popescu, Gheorghe Hagi , Dorinel Munteanu (83. Basarab Panduru) – Florin Răducioiu Cheftrainer: Anghel Iordănescu | Thomas Ravelli – Roland Nilsson , Patrik Andersson, Joachim Björklund, Roger Ljung – Tomas Brolin (83. Pontus Kåmark), Stefan Schwarz, Håkan Mild, Klas Ingesson – Martin Dahlin (106. Henrik Larsson), Kennet Andersson Cheftrainer: Tommy Svensson | Schweden |
| Rumänien                                                  | 1:1 Răducioiu (88.) 2:1 Răducioiu (101.) | 0:1 Brolin (78.) 2:2 K. Andersson (115.) | Schweden |
| Rumänien                                                  | Elfmeterschießen | | Schweden |
| Rumänien                                                  | 1:0 Răducioiu 2:1 Hagi 3:2 Lupescu Ravelli hält gegen Petrescu 4:4 Dumitrescu Ravelli hält gegen Belodedici | Mild schießt über das Tor 1:1 K. Andersson 2:2 Brolin 3:3 Ingesson 3:4 Nilsson 4:5 Larsson | Schweden |
| Rumänien                                                  | Popescu (2.), Selymes (2.), Panduru | Ingesson | Schweden |
| Rumänien                                                  | Schwarz (101., wdh. Foulspiel) | | Schweden |
| 4. Viertelfinale                                          | | |          |
| 10. Juli 1994 um 12:30 Uhr in Stanford (Stanford Stadium) | | |          |
| Zuschauer: 83.500                                         | | |          |
| Schiedsrichter: Philip Don ( England)                     | | |          |
| Spielbericht                                              | | |          |

## Halbfinale

### Bulgarien – Italien 1:2 (1:2)
| Bulgarien                                                      | Bulgarien | Italien | Italien |
| -------------------------------------------------------------- | --- | --- | ------- |
| Bulgarien                                                      | \| 1. Halbfinale \| \| 13. Juli 1994 um 16:00 Uhr in East Rutherford (Giants Stadium) \| \| Zuschauer: 74.110 \| \| Schiedsrichter: Joël Quiniou ( Frankreich) \| \| Spielbericht \|                                                                                        | \| 1. Halbfinale \| \| 13. Juli 1994 um 16:00 Uhr in East Rutherford (Giants Stadium) \| \| Zuschauer: 74.110 \| \| Schiedsrichter: Joël Quiniou ( Frankreich) \| \| Spielbericht \|                                                                                     | Italien |
| Bulgarien                                                      | Borislaw Michajlow – Petar Chubtschew – Zanko Zwetanow, Trifon Iwanow, Ilijan Kirjakow – Jordan Letschkow, Slatko Jankow, Nasko Sirakow, Krassimir Balakow – Emil Kostadinow (72. Iwajlo Jordanow), Christo Stoitschkow (79. Bontscho Gentschew) Cheftrainer: Dimitar Penew | Gianluca Pagliuca – Antonio Benarrivo, Alessandro Costacurta, Roberto Mussi, Paolo Maldini – Roberto Donadoni, Nicola Berti, Demetrio Albertini, Dino Baggio (56. Antonio Conte) – Roberto Baggio (71. Giuseppe Signori), Pierluigi Casiraghi Cheftrainer: Arrigo Sacchi | Italien |
| Bulgarien                                                      | 1:2 Stoitschkow (44., Foulelfmeter) | 0:1 R. Baggio (20.) 0:2 R. Baggio (25.) | Italien |
| Bulgarien                                                      | Kostadinow, Letschkow, Jankow | Costacurta (2.), Albertini | Italien |
| 1. Halbfinale                                                  | | |         |
| 13. Juli 1994 um 16:00 Uhr in East Rutherford (Giants Stadium) | | |         |
| Zuschauer: 74.110                                              | | |         |
| Schiedsrichter: Joël Quiniou ( Frankreich)                     | | |         |
| Spielbericht                                                   | | |         |

### Schweden – Brasilien 0:1 (0:0)
| Schweden                                                   | Schweden | Brasilien | Brasilien |
| ---------------------------------------------------------- | --- | --- | --------- |
| Schweden                                                   | \| 2. Halbfinale \| \| 13. Juli 1994 um 16:30 Uhr in Pasadena (Rose Bowl Stadium) \| \| Zuschauer: 91.856 \| \| Schiedsrichter: José Torres Cadena ( Kolumbien) \| \| Spielbericht \|                                     | \| 2. Halbfinale \| \| 13. Juli 1994 um 16:30 Uhr in Pasadena (Rose Bowl Stadium) \| \| Zuschauer: 91.856 \| \| Schiedsrichter: José Torres Cadena ( Kolumbien) \| \| Spielbericht \| | Brasilien |
| Schweden                                                   | Thomas Ravelli – Roland Nilsson, Patrik Andersson, Joachim Björklund, Roger Ljung – Tomas Brolin, Jonas Thern , Håkan Mild, Klas Ingesson – Martin Dahlin (67. Stefan Rehn), Kennet Andersson Cheftrainer: Tommy Svensson | Cláudio Taffarel – Jorginho, Márcio Santos, Aldair, Branco – Mazinho (46. Raí), Dunga , Mauro Silva, Zinho – Romário, Bebeto Cheftrainer: Carlos Alberto Parreira                     | Brasilien |
| Schweden                                                   | 0:1 Romário (80.) | | Brasilien |
| Schweden                                                   | Ljung (2.), Brolin | Zinho | Brasilien |
| Schweden                                                   | Thern (63., grobes Foulspiel) | | Brasilien |
| 2. Halbfinale                                              | | |           |
| 13. Juli 1994 um 16:30 Uhr in Pasadena (Rose Bowl Stadium) | | |           |
| Zuschauer: 91.856                                          | | |           |
| Schiedsrichter: José Torres Cadena ( Kolumbien)            | | |           |
| Spielbericht                                               | | |           |

## Spiel um Platz 3

### Schweden – Bulgarien 4:0 (4:0)
| Schweden                                                    | Schweden | Bulgarien | Bulgarien |
| ----------------------------------------------------------- | --- | --- | --------- |
| Schweden                                                    | \| Spiel um Platz 3 \| \| 16. Juli 1994 um 12:30 Uhr in Pasadena (Rose Bowl Stadium) \| \| Zuschauer: 91.500 \| \| Schiedsrichter: Ali Bujsaim ( Vereinigte Arabische Emirate) \| \| Spielbericht \|                              | \| Spiel um Platz 3 \| \| 16. Juli 1994 um 12:30 Uhr in Pasadena (Rose Bowl Stadium) \| \| Zuschauer: 91.500 \| \| Schiedsrichter: Ali Bujsaim ( Vereinigte Arabische Emirate) \| \| Spielbericht \|                                                                                         | Bulgarien |
| Schweden                                                    | Thomas Ravelli – Roland Nilsson , Patrik Andersson, Joachim Björklund, Pontus Kåmark – Tomas Brolin, Håkan Mild, Stefan Schwarz, Klas Ingesson – Henrik Larsson (79. Anders Limpar), Kennet Andersson Cheftrainer: Tommy Svensson | Borislaw Michajlow (46. Plamen Nikolow) – Petar Hubtschew – Zanko Zwetanow, Trifon Iwanow (42. Emil Kremenliew), Ilijan Kirjakow – Jordan Letschkow, Slatko Jankow, Nasko Sirakow (46. Iwajlo Jordanow), Krassimir Balakow – Emil Kostadinow, Christo Stoitschkow Cheftrainer: Dimitar Penew | Bulgarien |
| Schweden                                                    | 1:0 Brolin (8.) 2:0 Mild (30.) 3:0 Larsson (37.) 4:0 K. Andersson (40.) | | Bulgarien |
| Schweden                                                    | K. Andersson | Jankow (2.) | Bulgarien |
| Spiel um Platz 3                                            | | |           |
| 16. Juli 1994 um 12:30 Uhr in Pasadena (Rose Bowl Stadium)  | | |           |
| Zuschauer: 91.500                                           | | |           |
| Schiedsrichter: Ali Bujsaim ( Vereinigte Arabische Emirate) | | |           |
| Spielbericht                                                | | |           |

## Finale

### Brasilien – Italien 0:0 n.V., 3:2 i.E.
| Brasilien                                                  | Brasilien | Italien | Italien | Aufstellung                         |
| ---------------------------------------------------------- | --- | --- | ------- | ----------------------------------- |
| Brasilien                                                  | \| Finale \| \| 17. Juli 1994 um 12:30 Uhr in Pasadena (Rose Bowl Stadium) \| \| Zuschauer: 94.194 \| \| Schiedsrichter: Sándor Puhl ( Ungarn) \| \| Spielbericht \|                      | \| Finale \| \| 17. Juli 1994 um 12:30 Uhr in Pasadena (Rose Bowl Stadium) \| \| Zuschauer: 94.194 \| \| Schiedsrichter: Sándor Puhl ( Ungarn) \| \| Spielbericht \|                                                                                         | Italien | Aufstellung Brasilien gegen Italien |
| Brasilien                                                  | Cláudio Taffarel – Jorginho (21. Cafu), Aldair, Márcio Santos, Branco – Mazinho (46. Raí), Dunga , Mauro Silva, Zinho (106. Viola) – Bebeto, Romário Cheftrainer: Carlos Alberto Parreira | Gianluca Pagliuca – Franco Baresi – Antonio Benarrivo, Roberto Mussi (35. Luigi Apolloni), Paolo Maldini – Roberto Donadoni, Nicola Berti, Demetrio Albertini, Dino Baggio (95. Alberigo Evani) – Roberto Baggio, Daniele Massaro Cheftrainer: Arrigo Sacchi | Italien | Aufstellung Brasilien gegen Italien |
| Brasilien                                                  | Elfmeterschießen | | Italien | Aufstellung Brasilien gegen Italien |
| Brasilien                                                  | Pagliuca hält gegen Márcio Santos 1:1 Romário 2:2 Branco 3:2 Dunga | Baresi schießt über das Tor 0:1 Albertini 1:2 Evani Taffarel hält gegen Massaro R. Baggio schießt über das Tor | Italien | Aufstellung Brasilien gegen Italien |
| Brasilien                                                  | Mazinho (2.), Cafu | Apolloni, Albertini (2.) | Italien | Aufstellung Brasilien gegen Italien |
| Finale                                                     | | |         |                                     |
| 17. Juli 1994 um 12:30 Uhr in Pasadena (Rose Bowl Stadium) | | |         |                                     |
| Zuschauer: 94.194                                          | | |         |                                     |
| Schiedsrichter: Sándor Puhl ( Ungarn)                      | | |         |                                     |
| Spielbericht                                               | | |         |                                     |